# Viipijärvi
Viipijärvi är en sjö i Kiruna kommun i Lappland och ingår i Torneälvens huvudavrinningsområde. Sjön har en area på 0,0492 kvadratkilometer och ligger 365 meter över havet.

## Delavrinningsområde
Viipijärvi ingår i det delavrinningsområde (755608-177192) som SMHI kallar för Ovan Jostojoki. Medelhöjden är 365 meter över havet och ytan är 19,3 kvadratkilometer. Räknas de 30 avrinningsområdena uppströms in blir den ackumulerade arean 363,79 kvadratkilometer. Saankijoki som avvattnar avrinningsområdet har biflödesordning 3, vilket innebär att vattnet flödar genom totalt 3 vattendrag innan det når havet efter 341 kilometer. Avrinningsområdet består mestadels av skog (76 procent) och sankmarker (24 procent). Avrinningsområdet har 0,05 kvadratkilometer vattenytor vilket ger det en sjöprocent på 0,3 procent.